# الترا كوبير
الترا كوبير عبارة عن برنامج لنسخ الملفات لأنظمة ويندوز وماك أو إس ولينكس. يحل محل سوبير كوبير .

## المميزات
تشمل الميزات الرئيسية ما يلي:
- إيقاف/استئناف التحويلات.
- ديناميكية الحد من السرعة.
- الاستئناف عند الخطأ.
- إدارة الأخطاء/التضارب.
- أمن البيانات.[7]
- إعادة التنظيم الذكي للنقل للقيام بالأداء الأمثل .
- الإضافات.

الإصدار العادي مقابل الإصدار النهائي:
- مصادر الكود هي نفسها تمامًا وتحت نفس الرخصة.
- النسخة النهائية الأساسية تشمل فقط بعض الإضافات البديلة.
- جميع الإصدارات بدون DRM (محظور صراحة بواسطة ترخيص GPLv3 )، وليس لديها حماية من النسخ، ويمكن إعادة توزيعها بحرية.

## روابط خارجية
- الترا كوبير على موقع Open Hub (الإنجليزية)
- الترا كوبير على موقع Free Software Directory (الإنجليزية)
- الموقع الرسمي
- http://alternativeto.net/software/ultracopier/
- http://www.softpedia.com/reviews/windows/Ultracopier-Review-162037.shtml
- http://www.ohloh.net/p/ultracopier
- http://mac.softpedia.com/get/Utilities/Ultracopier.shtml
- http://doc.ubuntu-fr.org/ultracopier
- http://git.debian.org/؟p=collab-maint/ultracopier.git